# Хусид, Андрей Геннадьевич
Сооснователь и генеральный директор Miro — онлайн доски для совместной работы над идеями проектами.  Среди клиентов: Google, eBay, Twitter, MagicLeap, Unity, PwC, Accenture, McKinsey, Deloitte, GE, HPE, IBM, Red Hat, Intel.